# Temporada 1972-73 de la ABA
La Temporada 1972-73 de la ABA fue la sexta temporada de la American Basketball Association. Tomaron parte 10 equipos divididos en dos conferencias, disputando una fase regular de 84 partidos cada uno. Los campeones fueron los Indiana Pacers que derrotaron en las Finales a los Kentucky Colonels.

## Equipos participantes
Dos equipos dejaron de existir esta temporada, los Pittsburgh Condors y The Floridians, y llegó una nueva incorporación a la liga, los San Diego Conquistadors, quedándose la lista reducida a 10 equipos:
- Carolina Cougars
- Dallas Chaparrals
- Denver Rockets
- Indiana Pacers
- Kentucky Colonels
- Memphis Pros
- New York Nets
- San Diego Conquistadors
- Utah Stars
- Virginia Squires

## Clasificaciones finales
| Equipo            | G  | P  | %    | PV |
| ----------------- | -- | -- | ---- | -- |
| Carolina Cougars  | 57 | 27 | 67,9 | -  |
| Kentucky Colonels | 56 | 28 | 66,7 | 1  |
| Virginia Squires  | 42 | 42 | 50,0 | 15 |
| New York Nets     | 30 | 54 | 35,7 | 27 |
| Memphis Tams      | 24 | 60 | 28,6 | 33 |

| Equipo                  | G  | P  | %    | PV |
| ----------------------- | -- | -- | ---- | -- |
| Utah Stars              | 55 | 29 | 65,5 | -  |
| Indiana Pacers          | 51 | 33 | 60,7 | 4  |
| Denver Rockets          | 47 | 37 | 56,0 | 8  |
| San Diego Conquistadors | 30 | 54 | 35,7 | 25 |
| Dallas Chaparrals       | 28 | 56 | 33,3 | 27 |

## Estadísticas
| Categoría                    | Jugador        | Equipo                  | Prom. |
| ---------------------------- | -------------- | ----------------------- | ----- |
| Puntos por partido           | Julius Erving  | Virginia Squires        | 31,9  |
| Rebotes por partido          | Artis Gilmore  | Kentucky Colonels       | 17,6  |
| Asistencias por partido      | Chuck Williams | San Diego Conquistadors | 7,0   |
| Porcentaje de tiros de campo | Artis Gilmore  | Kentucky Colonels       | 55,9  |
| Porcentaje de tiros libres   | Billy Keller   | Indiana Pacers          | 87,0  |
| Porcentaje de tiros de 3     | Simmie Hill    | San Diego Conquistadors | 39,1  |

## Premios de la ABA
- MVP de la temporada: Billy Cunningham, Carolina Cougars
- Rookie del año: Brian Taylor, New York Nets
- Entrenador del año: Larry Brown, Carolina Cougars
- MVP de los Playoffs: George McGinnis, Indiana Pacers
- Mejor quinteto de la temporada:
  - Billy Cunningham, Carolina Cougars
  - Julius Erving, Virginia Squires
  - Artis Gilmore, Kentucky Colonels
  - Jimmy Jones, Utah Stars
  - Warren Jabali, Denver Rockets
- 2º mejor quinteto de temporada:
  - George McGinnis, Indiana Pacers
  - Dan Issel, Kentucky Colonels
  - Mel Daniels, Indiana Pacers
  - Ralph Simpson, Denver Rockets
  - Mack Calvin, Carolina Cougars
- Mejor quinteto defensivo:
  - Julius Keye, Denver Rockets
  - Willie Wise, Utah Stars
  - Artis Gilmore, Kentucky Colonels
  - Mike Gale, Kentucky Colonels
  - Fatty Taylor, Virginia Squires (empatado)
  - Joe Caldwell, Carolina Cougars (empatado)
- Mejor quinteto de rookies:
  - Jim Chones, New York Nets
  - George Gervin, Virginia Squires
  - James Silas, Dallas Chaparrals
  - Brian Taylor, New York Nets
  - Dennis Wuycik, Carolina Cougars